# Niemeyera sessilifolia
Niemeyera sessilifolia là một loài thực vật có hoa trong họ Hồng xiêm. Loài này được (Pancher & Sebert) T.D.Penn. mô tả khoa học đầu tiên năm 1991.